# Cratere Burr
Burr è un cratere sulla superficie di Callisto.